# Jesús Morales "El Tuerto"
Jesús El Tuerto Morales (Petlalcingo, segunda mitad del siglo XIX - Tlaltizapán, 12 de mayo de 1914) fue un militar mexicano que participó en la Revolución mexicana.

## Biografía
Fue cantinero en Ayutla de los Libres (Puebla). Desde 1890 aproximadamente fue amigo de los Zapata ―Emiliano y Eufemio―. Desde joven fue muy pendenciero, y en un encuentro a tiros que sostuvo en Ayutla con un individuo llamado José Solís, perdió el ojo izquierdo, por lo que lo apodaron El Tuerto Morales.
Se encontraba preso en la cárcel de Chiautla de Tapia cuando esta plaza fue tomada por las fuerzas del general Zapata el 5 de abril de 1911. Al ponerse en libertad a los presos, el Tuerto se incorporó a la revolución, participando en casi todos los hechos de armas registrados en los estados de Puebla y Morelos, en contra de las fuerzas porfiristas. El 16 de abril de 1911 participó en los ataques de Chietla y en la toma de Izúcar de Matamoros, así como en la toma de la fábrica de hilados y tejidos de Metepec, en el estado de Puebla. En el mes de mayo de ese mismo año tomó parte en el sitio y toma de la ciudad de Cuautla de Morelos.
Al romper Zapata con el gobierno de León de la Barra, el Tuerto Morales reitera su adhesión al caudillo suriano. Fue uno de los firmantes del Plan de Ayala, ya con el grado de general. En febrero de 1913, tras la usurpación del poder por parte de Victoriano Huerta, Morales fue uno de los primeros que entró en tratos con el régimen huertista, reconociéndolo, y trató de convencer a algunos jefes zapatistas de que depusieran las armas.
El Tuerto Morales, que guarnecía la plaza de Chietla, hizo un viaje a la Ciudad de México siendo aprehendido e internado en la penitenciaría. Los 112 hombres que llevó fueron incorporados a la columna del coronel huertista Medina Barrón. Cuando desembarcaron las fuerzas estadounidenses en Veracruz, Huerta aprovechó esto para llamar a todos los revolucionarios del país, para que lucharan contra la Ocupación estadounidense de Veracruz de 1914. Huerta firmó un decreto dándoles libertad a todos los presos políticos, obteniendo así Morales su libertad, junto con Juan M. Banderas, El Agachado y los coroneles zapatistas Gildardo Magaña y Santiago Rodríguez. El Tuerto Morales creyó que Zapata contribuiría con Huerta a expulsar las fuerzas estadounidenses y así en mayo de 1914 le propuso a Zapata que reconociera al gobierno huertista.
El general Francisco Mendoza Palma, establecido en Ixtlilco, al enterarse de la misión que llevaba, lo detuvo y lo envió al cuartel general de Tlaltizapán, donde fue procesado como traidor a los postulados del Plan de Ayala, le notificaron al detenido que podía nombrar a un defensor pero alegó falta de recursos económicos para hacerlo, aunque posteriormente se designó al coronel Santiago Rodríguez, que lo había conocido cuando ambos estuvieron presos. El consejo de guerra que lo juzgó estuvo integrado por los generales Manuel Palafox como presidente, Modesto Lozano, Pioquinto Galiz, Emigdio Marmolejo y Santiago Rodríguez; como agente del Ministerio Público fungió Luis Castell Planch. El Tuerto Morales alegó que había reconocido a Huerta con el propósito de hacerse de elementos de guerra y de dinero, sin embargo el consejo de guerra probó lo contrario, lo declaró culpable y sentenció a la pena de muerte. Morales al escuchar su sentencia pidió que su cabeza fuera puesta como lindero en un ejido, porque «él moría sintiéndose agrarista». La sentencia fue ejecutada a las 12:00 h del 12 de mayo de 1914 en Tlaltizapán.